# 圣方济各保拉堂 (尼斯)
圣方济各保拉堂（Église Saint-François-de-Paule de Nice）建于1736至1775年， 是法国普罗旺斯-阿尔卑斯-蓝色海岸阿尔卑斯滨海省尼斯的一座天主教堂。属于天主教尼斯教区，供奉圣方济各保拉。
该堂建筑风格混合了巴洛克和新古典主义风格。位于圣方济各保拉街，原属于最小兄弟会，现在则属于道明会。这个教堂的建设与18世纪城市的发展联系在一起。当时，它位于尼斯影响最大和最美丽的街道。